# Diana (mythologie)
Diana was de Romeinse godin van de jacht (Diana Venatrix), alsook van de wilde natuur, van de geboorte (Diana Lucina), van de maan (Diana Lucifera, lichtdragende Diana) en als zodanig gelijk aan Hekate (Diana Trivia, godin van de driesprongen).

## Oorsprong van Diana en haar werkingsgebied
Zij was oorspronkelijk een Italische (Sabijnse) maangodin, wier wezen in nauw verband stond met dat van Janus. De Romeinse Diana was net zoals haar Griekse variant Artemis een licht- en levensbrengende godin. Daarom werd zij later geïdentificeerd met Artemis en werden alle attributen en mythen van deze op haar overgebracht in de Latijnse literatuur.

## Attributen en mythen
Zij was de dochter van Jupiter (Zeus) en Latona (Leto) (een titaan), zus van Athena en tweelingzus van Apollo. Haar favoriete wapen was de pijl-en-boog. Ook werd ze vaak afgebeeld met een hert, een dier dat haar zeer dierbaar was. Een belangrijke eigenschap van de godin was dat ze altijd maagd wilde blijven, ze was daarom ook de beschermster van de kuisheid. Ze was de maagdelijke heerseres over de wouden en wilde dieren.

## Cultus

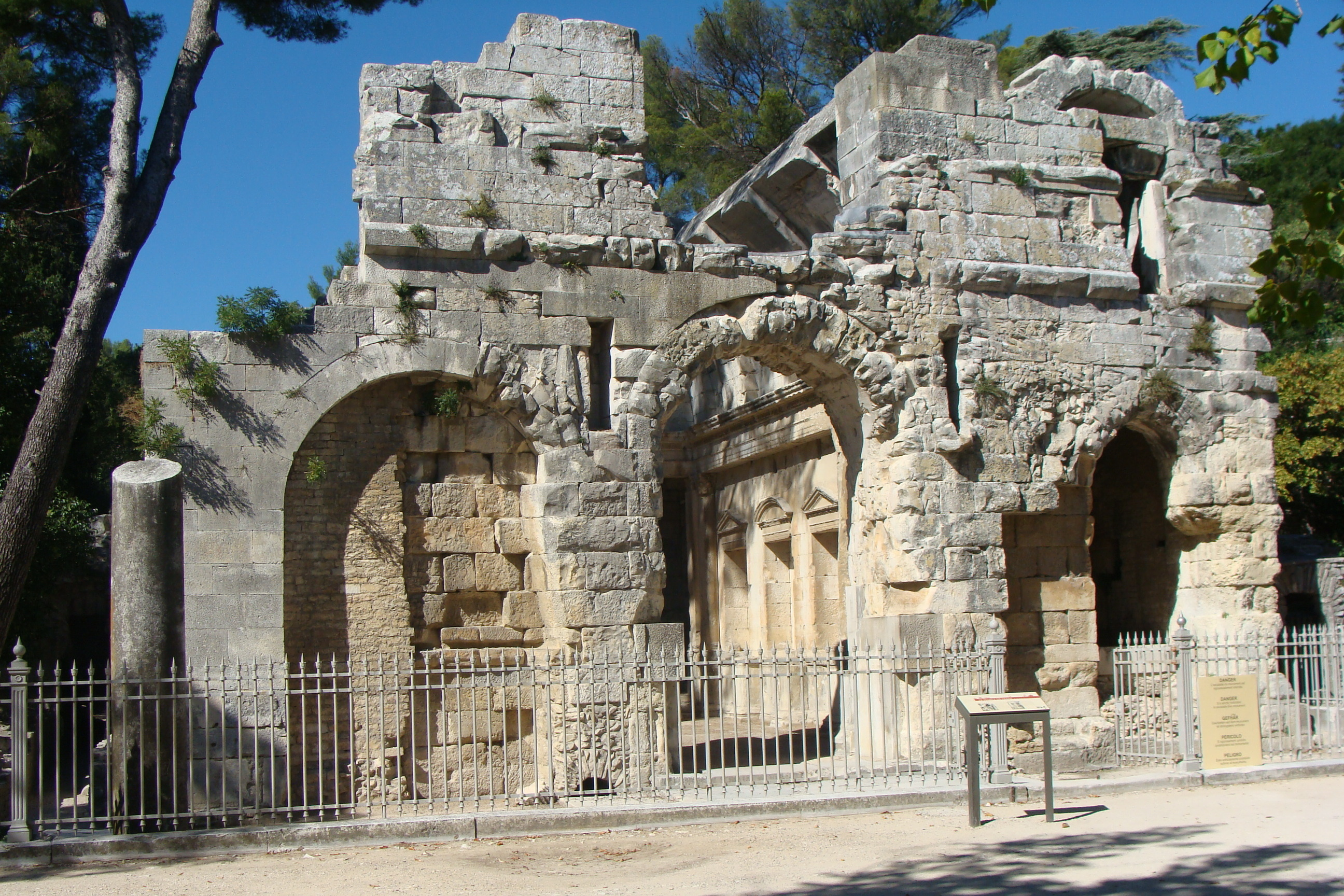
De Tempel van Diana in Nîmes

Haar dienst zou door Latijnse plebejers in Rome zijn ingevoerd. Daarom was ze voornamelijk de beschermgodin van de plebejers en tevens van de slaven. Op de Aventijn, de zetel van het plebs, was door Servius Tullius, de vriend van de lage volksklasse en zelf als slaaf geboren, een beroemde tempel gebouwd (Aventina), waar zij als beschermgodin van het Latijnse stedenverbond werd vereerd.
Bij Aricia aan het meer van Nemi had zij een heilig bos (nemus Aricinum), waaraan een bloedige eredienst was verbonden, waardoor men deze godin voor de Taurische Artemis hield en verhaalde dat haar dienst door Orestes hierheen was gebracht, of door Hippolytos, de zoon van Theseus, die door Aesculapius uit de dood opgewekt en door Diana naar Aricia was gevoerd, waar hij onder de naam Virbius zou hebben geregeerd.
In haar heilige bos woonde haar priester, de Rex Nemorensis (koning van het bos), die altijd een weggelopen slaaf was, en diens positie was uitsluitend te bereiken door de huidige priester te vermoorden.

### Feesten
Haar feestdag viel op 13 augustus en de Ludi Saeculares waren aan haar en haar broer Apollo gewijd.

## Galerij

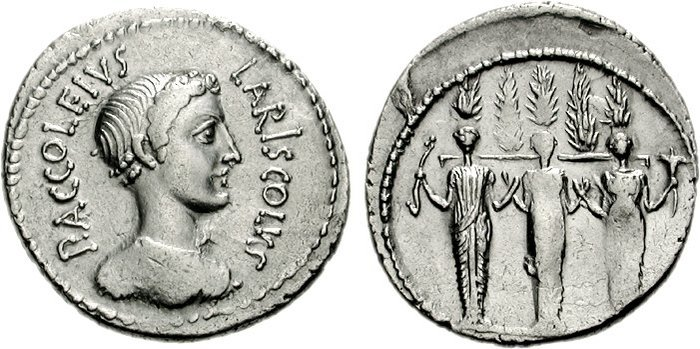
Denarius met een afbeelding van Diana Nemorensis, die werd gedacht een drievoudige godin (diva triformis) te zijn.
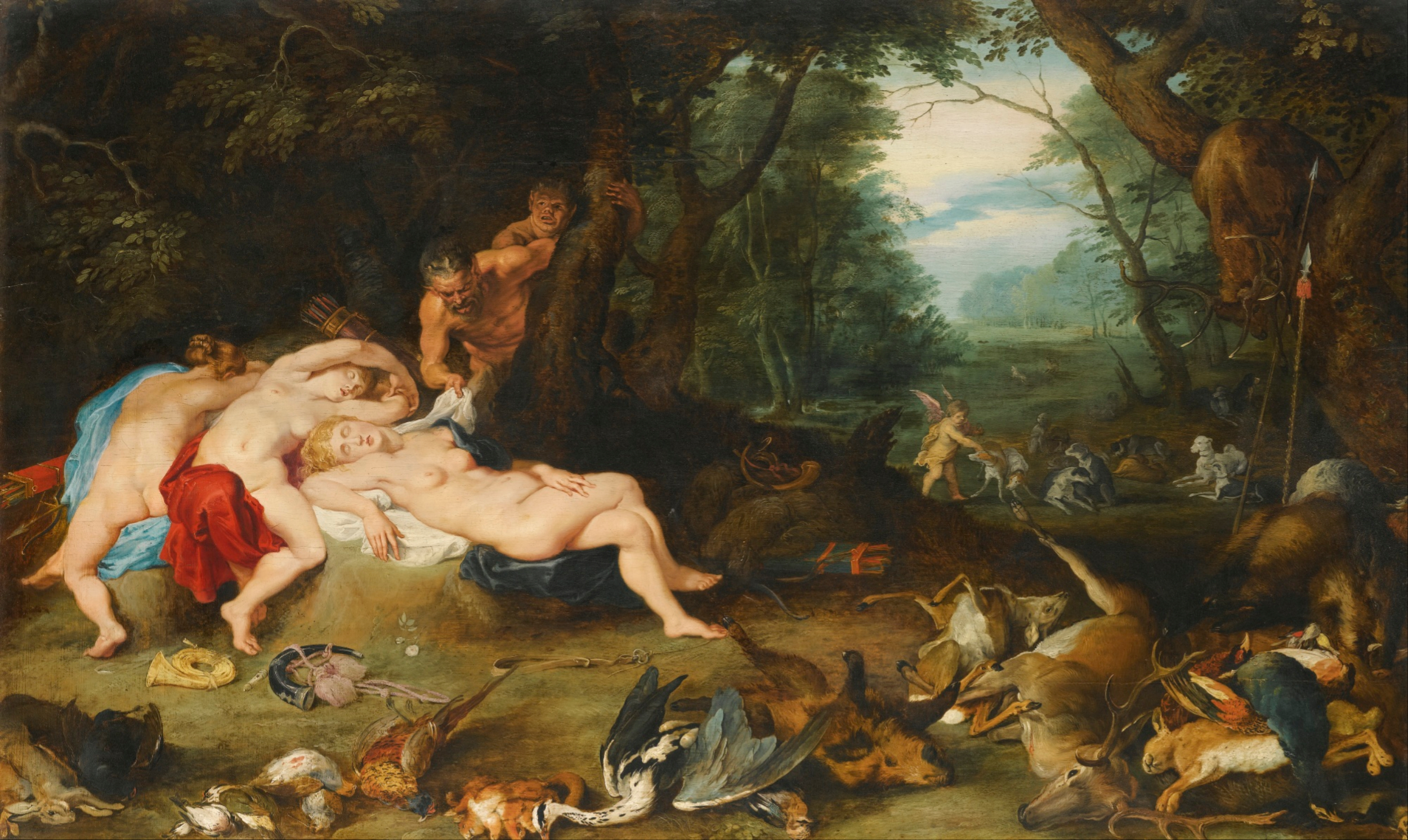
Landschap met Diana en haar Nimfen (Jan Brueghel de Jonge, atelier Peter Paul Rubens
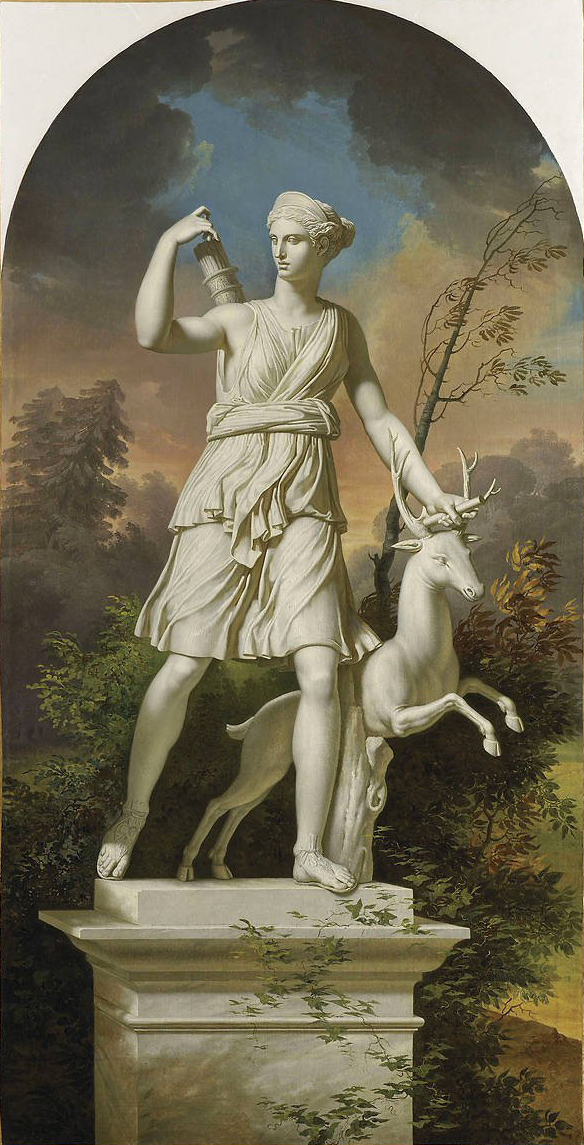
Charles Meynier, Diana, Museum van de Franse Revolutie